# Oberaargau-Jura-Bahnen
| Liebevoll restaurierte Front der Station Aarwangen von 1907 |                     |                                             |                                             |
| Fahrplanfeld: | 413, 414            |                                             |                                             |
| Streckenlänge: | 22.03 km            |                                             |                                             |
| Spurweite: | 1000 mm (Meterspur) |                                             |                                             |
| Stromsystem: | 1200 V =            |                                             |                                             |
| Maximale Neigung: | 66 ‰                |                                             |                                             |
| |                     |                                             |                                             |
| \| \| 12.14 \| Melchnau \| 524 m ü. M. \| \| \| \| Gjuch \| \| \| \| 9.28 \| Untersteckholz \| 492 m ü. M. \| \| \| \| Sängi \| \| \| \| \| (PV 1982 eingestellt) \| \| \| \| 6.98 \| St. Urban Ziegelei \| 450 m ü. M. \| \| \| 6.47 \| St. Urban \| 447 m ü. M. \| \| \| 5.90 \| Roggwil Buchägerten \| 452 m ü. M. \| \| \| 5.04 \| Roggwil Dorf \| 452 m ü. M. \| \| \| 4.44 \| Roggwil Schmitten \| 456 m ü. M. \| \| \| 3.18 \| Kaltenherberg \| 454 m ü. M. \| \| \| \| SBB-Strecke Olten–Bern \| \| \| \| 2.70 \| Mumenthal \| 461 m ü. M. \| \| \| \| Langenthal Industrie Nord \| \| \| \| \| \| \| \| \| 0.00 \| Langenthal \| 472 m ü. M. \| \| \| \| Rollbockanlage \| \| \| \| \| Depot und Werkstätte \| \| \| \| 1.10 \| Langenthal Gaswerk \| 465 m ü. M. \| \| \| \| \| \| \| \| \| NBS Mattstetten–Rothrist \| \| \| \| 1.50 \| Anschlussgleis KEBAG \| 464 m ü. M. \| \| \| 2.44 \| Hard-Mumenthal \| 461 m ü. M. \| \| \| 2.83 \| Aarwangen Vorstadt \| 449 m ü. M. \| \| \| 3.20 \| Aarwangen \| 436 m ü. M. \| \| \| 3.99 \| Aarwangen Schloss \| 415 m ü. M. \| \| \| 4.19 \| Aare Aarwangen (96 m) \| 412 m ü. M. \| \| \| 4.84 \| Kleben \| 435 m ü. M. \| \| \| 5.92 \| Bannwil \| 452 m ü. M. \| \| \| 7.36 \| Kulminationspunkt \| 485 m ü. M. \| \| \| 8.79 \| Holzhäusern \| 462 m ü. M. \| \| \| 9.75 \| Scharnageln \| 462 m ü. M. \| \| \| 10.34 \| Niederbipp Dorf \| 465 m ü. M. \| \| \| \| SBB-Strecke Olten–Solothurn \| \| \| \| \| SNB von Solothurn (1000/1435 mm) \| \| \| \| \| Dreischienengleis, früher Rollschemelanlage \| \| \| \| 10.99 \| Niederbipp \| 468 m ü. M. \| \| \| \| LJB nach Oensingen (1907–1943) \| \| \| \| \| Niederbipp Industrie \| \| \| \| \| Oensingen \| \| |                     |                                             |                                             |
| Kopfbahnhof Streckenanfang (Strecke außer Betrieb) | 12.14               | Melchnau                                    | 524 m ü. M.                                 |
| Haltepunkt / Haltestelle (Strecke außer Betrieb) |                     | Gjuch                                       | Gjuch                                       |
| Bahnhof (Strecke außer Betrieb) | 9.28                | Untersteckholz                              | 492 m ü. M.                                 |
| Haltepunkt / Haltestelle (Strecke außer Betrieb) |                     | Sängi                                       | Sängi                                       |
| Strecke (außer Betrieb) |                     | (PV 1982 eingestellt)                       | (PV 1982 eingestellt)                       |
| Haltepunkt / Haltestelle Strecke bis hier außer Betrieb | 6.98                | St. Urban Ziegelei                          | 450 m ü. M.                                 |
| Bahnhof | 6.47                | St. Urban                                   | 447 m ü. M.                                 |
| Haltepunkt / Haltestelle | 5.90                | Roggwil Buchägerten                         | 452 m ü. M.                                 |
| Bahnhof | 5.04                | Roggwil Dorf                                | 452 m ü. M.                                 |
| Haltepunkt / Haltestelle | 4.44                | Roggwil Schmitten                           | 456 m ü. M.                                 |
| Haltepunkt / Haltestelle | 3.18                | Kaltenherberg                               | 454 m ü. M.                                 |
| Kreuzung geradeaus oben |                     | SBB-Strecke Olten–Bern                      | SBB-Strecke Olten–Bern                      |
| ehemaliger Haltepunkt / Haltestelle | 2.70                | Mumenthal                                   | 461 m ü. M.                                 |
| Haltepunkt / Haltestelle |                     | Langenthal Industrie Nord                   | Langenthal Industrie Nord                   |
| Verschwenkung von links |                     |                                             |                                             |
| Strecke · Kopfbahnhof Streckenanfang | 0.00                | Langenthal                                  | 472 m ü. M.                                 |
| Strecke · Abzweig geradeaus und von rechts |                     | Rollbockanlage                              | Rollbockanlage                              |
| Strecke · Abzweig geradeaus und nach links |                     | Depot und Werkstätte                        | Depot und Werkstätte                        |
| Strecke · Haltepunkt / Haltestelle | 1.10                | Langenthal Gaswerk                          | 465 m ü. M.                                 |
| Strecke nach links · Abzweig geradeaus und nach rechts |                     |                                             |                                             |
| Kreuzung geradeaus oben |                     | NBS Mattstetten–Rothrist                    | NBS Mattstetten–Rothrist                    |
| Abzweig geradeaus und nach links | 1.50                | Anschlussgleis KEBAG                        | 464 m ü. M.                                 |
| Haltepunkt / Haltestelle | 2.44                | Hard-Mumenthal                              | 461 m ü. M.                                 |
| Haltepunkt / Haltestelle | 2.83                | Aarwangen Vorstadt                          | 449 m ü. M.                                 |
| Bahnhof | 3.20                | Aarwangen                                   | 436 m ü. M.                                 |
| Haltepunkt / Haltestelle | 3.99                | Aarwangen Schloss                           | 415 m ü. M.                                 |
| Brücke über Wasserlauf | 4.19                | Aare Aarwangen (96 m)                       | 412 m ü. M.                                 |
| ehemaliger Haltepunkt / Haltestelle | 4.84                | Kleben                                      | 435 m ü. M.                                 |
| Bahnhof | 5.92                | Bannwil                                     | 452 m ü. M.                                 |
| Kulminations-/Scheitelpunkt | 7.36                | Kulminationspunkt                           | 485 m ü. M.                                 |
| Haltepunkt / Haltestelle | 8.79                | Holzhäusern                                 | 462 m ü. M.                                 |
| Haltepunkt / Haltestelle | 9.75                | Scharnageln                                 | 462 m ü. M.                                 |
| Haltepunkt / Haltestelle | 10.34               | Niederbipp Dorf                             | 465 m ü. M.                                 |
| Strecke von links · Kreuzung geradeaus unten |                     | SBB-Strecke Olten–Solothurn                 | SBB-Strecke Olten–Solothurn                 |
| Strecke · Abzweig geradeaus und von links |                     | SNB von Solothurn (1000/1435 mm)            | SNB von Solothurn (1000/1435 mm)            |
| Abzweig geradeaus und von links · Abzweig geradeaus und nach rechts |                     | Dreischienengleis, früher Rollschemelanlage | Dreischienengleis, früher Rollschemelanlage |
| Strecke · Bahnhof | 10.99               | Niederbipp                                  | 468 m ü. M.                                 |
| Abzweig geradeaus und ehemals nach links |                     | LJB nach Oensingen (1907–1943)              | LJB nach Oensingen (1907–1943)              |
| Haltepunkt / Haltestelle |                     | Niederbipp Industrie                        | Niederbipp Industrie                        |
| Kopfbahnhof Streckenende |                     | Oensingen                                   | Oensingen                                   |

Die Oberaargau-Jura-Bahnen (OJB) war eine Bahngesellschaft in der Schweiz. Sie entstand 1958 aus der Fusion der Langenthal-Jura-Bahn (LJB) mit der Langenthal-Melchnau-Bahn (LMB).
Die OJB änderte am 2. Juli 1990 ihren Namen in Regionalverkehr Oberaargau (RVO). Die RVO fusionierte 1999 mit der Solothurn-Niederbipp-Bahn (SNB), der Biel-Täuffelen-Ins-Bahn (BTI) und den Oberaargauischen Automobilkursen (OAK) zur Aare Seeland mobil (ASm), welche die gut 22 km lange, meterspurige OJB-Strecke von Langenthal nach Niederbipp respektive Melchnau betreibt.

## Geschichte
Die «Oberaargau-Jura-Bahnen (OJB) (Melchnau-Langenthal-Niederbipp)» mit Sitz in Langenthal entstand 1958 aus der Fusion der «Langenthal-Jura-Bahn» (LJB) und der «Langenthal-Melchnau-Bahn» (LMB). Die OJB ist dabei die direkte rechtliche Nachfolgerin der 1907 eröffneten LJB, die seit Eröffnung der LMB im Jahre 1917 auch für deren Betriebsführung zuständig war.
Ins Unternehmen brachten die Vorläufer ihre meterspurigen Stammstrecken ein, die LJB ihre knapp 11 km lange Bahnstrecke Langenthal–Aarwangen–Niederbipp, die LMB ihre gut 11 km lange Bahnstrecke Gaswerk–St. Urban–Melchnau. Die beiden mehrheitlich im Kanton Bern gelegenen Bahnstrecken waren jeweils seit Eröffnung mit 1200 Volt Gleichstrom elektrifiziert.
Als Folge der Fusion wurde 1959 die Zusammenarbeit mit der SNB durch einen neuen Betriebsvertrag erneuert. Die von der LJB eingebrachte Werkstätte in Langenthal wurde mit dem Vertrag auch Werkstätte für die SNB-Fahrzeuge. Auch tätigten die beiden Unternehmen ihre Neubeschaffungen von Fahrzeugen jeweils gemeinsam.
Aufgrund der spärlichen Besiedelung entlang der LMB-Strecke, die in erster Linie Unternehmen entlang der Strecke erschloss, und der langen Fahrzeit nach Melchnau, aufgrund des weit nach Osten ausholenden Bogens den die Strecke beschreibt, wurde am 22. Mai 1982 der Personenverkehr auf dem Abschnitt St. Urban–Melchnau eingestellt. Für den Güterverkehr blieb der Streckenabschnitt unverändert in Betrieb. Die Erschliessung von Melchnau übernahmen Busse, mit denen aufgrund der direkten Linienführung nach Langenthal die Fahrzeit deutlich reduziert werden konnte.
Ein erstes Vorzeichen für die spätere Fusion ist ein formales Abkommen, das am 5. April 1984 zwischen BTI, OJB, SNB, OAK, Ligerz-Tessenberg-Bahn (LTB) und der Bielersee-Schifffahrts-Gesellschaft (BSG) unter dem Namen Oberaargau-Solothurn-Seeland-Transport (OSST) abgeschlossen wurde.
Die Bautätigkeit in St. Urban führte zu einer kleinen Passagierzunahme, die zuliess den Abschnitt zwischen St. Urban und St. Urban Ziegelei der LMB-Strecke am 28. Mai 1989 wieder für den Personenverkehr zu reaktivieren.
Die OSST-Partner BTI, RVO, SNB und OAK vollzogen 1999 die Fusion zur Aare Seeland mobil (ASm). Die LTB wurde 2003 ebenfalls in die ASm fusioniert, während die BSG bis heute rechtlich selbständig geblieben ist.

## Rollschemelverkehr
Für den Transport normalspuriger Güterwagen auf Meterspur eröffnete die LJB am 29. Dezember 1909 die erste Rollschemelanlage der Schweiz in Langenthal. Das anfänglich bis Aarwangen reichende Netz der Zustellpunkte wurde am 7. März 1913 bis Bannwil erweitert. Auf der LMB wurden Rollschemel ab Eröffnung 1917 bis nach Melchnau zugestellt. Mit Eröffnung der SNB am 9. Januar 1918 wurde in Niederbipp eine weitere Rollschemelanlage in Betrieb genommen, die auch von der LJB genutzt wird und von Niederbipp her Zustellpunkte bis Bannwil erschliesst, womit seit 1943 auf der gesamten LJB-Strecke Zustellungen möglich sind.
In die gemeinsam genutzte Anlage in Niederbipp wurde ein Dreischienengleis gelegt, das am 7. März 1970 in Betrieb genommen wurde und entlang der SNB zur Anschlussgleisanlage Oberbipp (Tanklager) führt.

## Bahnstrecke nach der Fusion von 1999
Die heutige ASm-Strecke wurde von Niederbipp aus bis nach Oensingen (Bahnhof) verlängert. Die Streckenführung verläuft weitgehend parallel zur bestehenden SBB-Strecke mit einer zusätzlichen Haltestelle "Niederbipp Industrie". Die Eröffnung fand auf den Fahrplanwechsel im Dezember 2012 statt.
In den Grundzügen – allerdings als Strassenbahn trassiert – bestand diese Strecke bereits von 1907 bis 1943 unter der LJB, und wurde bereits damals von der SNB gelegentlich mitbenutzt.

## Fahrzeugpark
Triebwagen
- Be 4/4 101–102 (1966–1978), ex 81–82, 102 2010 Verkauf an BLM, 03.2011 Inbetriebnahme
- Be 4/4 107 (ca. 1950, Umbau 1973) Abbruch 08.2008
- Be 4/4 108 (1913) Abbruch 03.2007
- Be 4/4 109 (1963) ex 80, ex BA, 1990 leihweise, 1997 käuflich an BTI, 2002 an Ferrovia Mesolcinese
- Be 4/8 110–112 (2008) und 113–115 (2011)
- Be 4/4 14, 2013 von der Frauenfeld-Wil-Bahn (FW) übernommen, Reservefahrzeug
- Bre 4/4 116 (ex 1) (1907) Nostalgietriebwagen, auch als Sonderwagen mit Restauration genutzt

Diensttriebwagen und Lokomotiven
- Xe 2/2 90, ex 93, ehemals Sernftalbahn (SeTB) Xe 2/2 22, ex Fe 2/2 22, zwischenzeitlich abgebrochen
- Ge 4/4 126, ex 56, (1917) 2012 an Museum Kerzers
- Xe 4/4 131 war ein Gütertriebwagen der Elektrischen Strassenbahnen im Kanton Zug der dort zum Personentriebwagen mit der Bezeichnung CFe 4/4 umgebaut wurde. Mit dem Ende des Trambetriebs in Zug wurde er an die Oberaargau-Jura-Bahnen verkauft. 1993 gelangte er wieder in den Kanton Zug und wurde in den Farben der ESZ restauriert, er befindet sich heute im Zuger Depot Technikgeschichte[1].

Steuerwagen
- Bt 151, ex 101

Zwischen 1966 und 1978 beschafften die SNB und die OJB gemeinsam insgesamt sechs vierachsige Triebwagen (81–86) und fünf dazu passende vierachsige Steuerwagen (101–105). Unter der OSST wurde für alle beteiligten Bahngesellschaften ein einheitliches Nummerierungsschema eingeführt, die OJB-Fahrzeuge erhielten dabei 100er-Nummern, die (baugleichen) SNB-Fahrzeuge dagegen 300er-Nummern.
Die gelegentlich als «Schüttelbecher» bezeichneten, orangefarbig lackierten Fahrzeuge stehen bis heute im Einsatz.

### Erneuerung

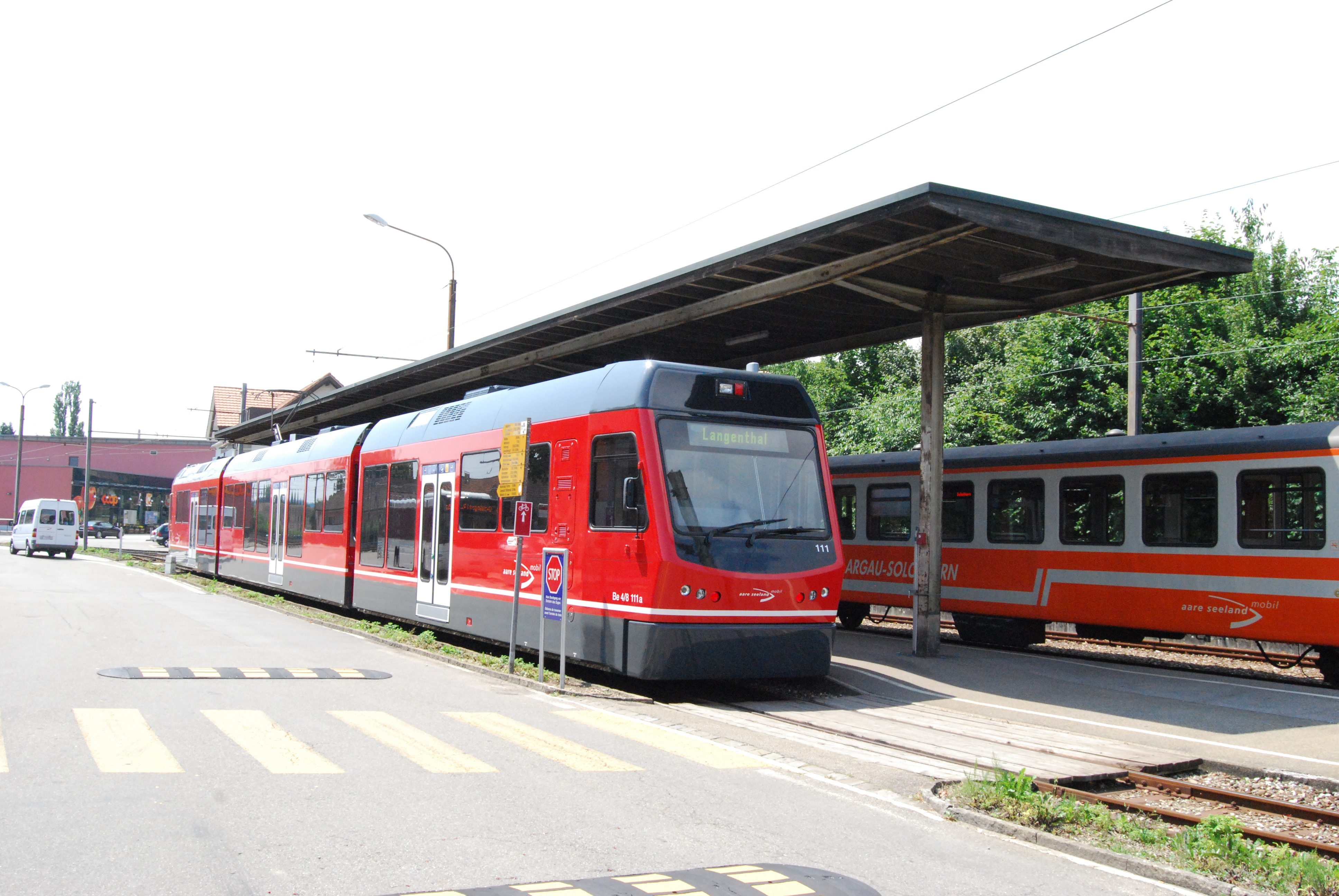
Triebzug Be 4/8 «Star»

Mit dem Entscheid, die Bahnstrecke der ehemaligen SNB zu modernisieren, wird auch das Rollmaterial erneuert. Ausgeschrieben wurden von der ASm im April 2005 zunächst drei neue Niederflur-Triebzüge für die Gesamtstrecke Solothurn–Niederbipp–Langenthal. Die Ausschreibung wurde zugunsten von Stadler Rail mit dem Konzept «Meterspur-FLIRT» entschieden. Das Fahrzeug besitzt einen ähnlichen modularen Aufbau wie die neuen Meterspur-Triebfahrzeuge für die Forchbahn und die Trogenerbahn. Die Neuentwicklung wurde im April 2008 mit der Bezeichnung «Star» (für: Schmalspur-Triebzug für attraktiven Regionalverkehr) präsentiert. Die drei bestellten Züge sind seit Sommer 2008 – dunkelrot lackiert – für die ASm im Einsatz. Mit drei weiteren Zügen, die im Jahr 2011 abgeliefert wurden, wurde die alte Bipperlisi-Flotte komplett ersetzt.